# Евоцирани потенцијали
Евоцирани потенцијали (ЕРП) су мождани одговор на репетитивну стимулацију специфичног нервног пута и назив за неурофизиолошку технику испитивања сензорног система: видног, слушног и осећаја додира, заснованој на примени евоцираних потенцијала кратке латенције. Поједини сензорни системи надражују се прилагођеним надражајима: вид путем слике на монитору (ВЕП), слух путем тона на слушалицама (АБР), додир путем електроде постављеним на руку или ногу изнад сензорних живаца (сензомоторни (ССЕП). Одговор нервног система на карактеристичне сензорне надражаје региструју се на електродама постављеним на телу и на глави, или изнад коре мозга, можданог стабла, кичмене мождине, периферних живаца.
Евоцирании потенцијали снимљени са површине главе или са површине тела после стимулације нервног система, одговарајућим надражајима (светлосним, звучним сензорним), представљају промене у електричној активности нервног система изазване тим надражајима. Евоцирани потенцијали регистриовани на овај начин су корисни за рану дијагностику оштећења вида и слуха, диференцијацију високонеуроризичне деце са вероватним перивентрикуларним оштећењима, за дијагностику и праћење демијелинизирајућих болести и Вестовог синдрома. Рана дијагностика ових обољења уз помоћ ЕРП, омогућава рано (правовремено) лечења и рехабилитацију болесника.
Ову савремену методу омогућио је развој и примена рачунарске опреме, за дозирану стимулацију и брзо регистровање електричне активности мозга али и примена сложених софтвера за обраду података.
Техника испитивања евоциран потенцијалима је безболна, неинвазивна дијагностичка метода, која просеку траје од 30 до 90 минута (зависно од врсте испитивања и стања болесника), али захтева квалитетну сарадњу испитивача са болесником. Код болесника, који због природе поремећаја, нису у стању да сарађују и мале деце, може се извршити премедикација, применом блажих средства за смирење, или се испитивање ради у време природног сна испитаника.

## Значај
Бројне неурофизиолошке студије до сада су пружиле јако велики број података о томе да у основи свакога психичког стања или процеса у нервном систему стоје неурофизиолошка или неуробиохемијска догађања или промене. Ове промене је могуће регистровати управо захваљујући и различитим методама снимања активности аутономног (АНС) и централног нервног система (ЦНС), а најефикасније применом њихове комбиноване регистрације.
Код праћења промена у аутономном нервном систему (АНС) примењују се испитивање;
- електродермалног, температурног, кардиоваскуларног и гастроинтестиналног система.

Код праћења промена у централном нервном систему (СНС) примењују се испитивање;
- електрокортикалнога система, међу којима се налази и праћење евоцираних можданих потенцијала, магнетокортикалнога система и можданог крвотока.

Данас су евоцирани потенцијали постали стандардна дијагностичка метода у клиничким испитивањима у неурологији и другим гранама медицине, самостално или заједно са применом електроенцефалографије (ЕЕГ) и електромиографије ЕМГ.
Захваљујући овој методи, могуће је утврдити почетна оштећења нервних путева, пре појаве клиничких знакова и симптома. Регистровањем евоцираних потенцијала, могу се установити следећи поремећаји;
- оштећење видног живца и пре појаве умањења вида или промена на очном дну.
- оштећења нервног омотача нерава код демијелинизацијских болести (нпр мултипла склероза), мерењем брзина провођења електричних импулса дуж нервних влакана која воде према мозгу.
- стање сензорног система, почевши од екстремитета до нивоа реаговања.
- стање проводљивости у можданим путевима (нпр у пирамидалном путу)

Добијени подаци доприносе лакшем постављању дијагнозе низа неуролошких и других болести које оштећују сензорни систем.
И на крају у задњих 20 година примена методе евоцираних потенцијала коре мозга се све више шири Такав је случај не само у истраживач ким подручјима психологије личности него и у медицини и клиничкој неуропсихологији, јер се њоме могу приказати нормалне функције нервног система, поремећене функције перцептивног система, открити клини чки нејасни поремећаји нервних функција, те пратити развој неког специфичног поремећаја. Иста је појава присутна и у психолошким истраживањима, где се стално долази до нових сазнања о односу ЕРП-компонената са индивидуалним разликама у појединим врстама интелигенције, специфичним когнитивним процесима и нивоима обраде информација, различитим особинама личности, широком распону психопатолошких стања итд. Јер као што је Теплов (1961) рекао: „Систематско проучавање физиолошких основа индивидуалних психолошких разлика није само пожељно, него је апсолутно неопходно за истинско научно разумевање психолошких разлика међу људима "

## Појам назив и подела евоцираних потенцијала
Појам; евоцирани потенцијал је електрични нуспродукт активности, у периферним и централним нервним путевима, који настаје као одговор на спољашњи надражај
Назив; евоцирани потенцијали произлази из чињенице да су они током електроенцефалографског ЕЕГ снимања изазвани одређеним надражајима, и самим тим представљају одговор људскога мозга, који је временски везан (енгл. time-locked) уз подразумевани надражај..
Разлика; између евоцираних потенцијала и спонтаних ЕЕГ-таласа је у томе што се евоцирани потенцијали јављају у тачно одређеном временском односу након подразумеваног надражаја и то најчешће само у једном делу мождане коре.
Подела; постоје две групе евоцираних можданих потенцијала;
- евоцирани потенцијали (они који прате физичке надражај из околине) и
- емитовани потенцијали (они који су повезани са процесима као што је припремање за когнитивну или моторну активност или запажање нових, неуобичајених надражаја у околини) тзв мождани потенцијали.

Ендогени (осећајни) и егзогени (конгнитивни) евоцирани потенцијали; посматрајући услове у којем се надражај јавља, евоцирани (осећајни или егзогени)(ЕП) потенцијали су они који представљају одговор мозга на неки специфични осећајни надражај, док „догађајем“ изазвани евоцирани потенцијали (когнитивни или ендогени) (ЕРП) представљају волтажне флуктуације повезане у времену са неким физичким или психичким догађајем, иако нису тесно везани уз њега и могу изостати ако нас дотични надражај не занима.
Осећајни евоцирани потенцијали (ЕП) (тзв. ране компоненте надражаја), јављају се унутар првих 100 msec након надражаја и врло су ниских амплитуда (0.1 - 20 μV). Овде спадају;
- Аудиторни евоцирани потенцијали, визуелни (видни), тактилни (додиром изазвани) итд, који се састоје од низа позитивних и негативних таласа (Н1, П2, итд) и одражавају активност сензорних подручја на кору мозга.

- Н-170 талас који се јавља као одговор на презентацију слике лица (представљајући слику лица на ЕЕГ, он производи евоцирание потенцијале у само 170 msec). Овај талас даје индикацију о брзини обраде визуелних информација, који омогућавају перцепцију и препознавање лица.

- Дискординација стимулуса карактерише се појавом неправилног (девијантног) стимулуса који се интерпонира (убацује) у правилан низ истих стимулуса

Догађајни евоцирани потенцијали или касне компоненте надражаја имају дужу латенцију (дужу од 100 msec) и већих су амплитуда, и зависе о контексту у којем се надражај јавља. Овде спадају;
- П-300 (или П3) потенцијал који се јавља код когнитивних задатке, као што откривање стимулуса „мете“ у низу различитих стимулуса.
- Н-400 потенцијал настаје код говорних садржаја или семантичких представа.
- Потенцијалне негативне варијације (ПНВ)настају код посматрања, у очекивању догађаја.
- Потенцијали моторне припреме (потенцијали спремности) који претходе неком покрету.

## Врсте регистровања евоцираних потенцијала
Визуелни (видни) евоцирани потенцијали - (ВЕП)
ВЕП се примењује од 2002. у дијагностици неуроофталмолошких болести; код високо неуролошки ризиче деце, деце са церебралном парализом, код психомоторне ретардације, за дијагностику и праћење демијелинизирајућих болести, Вестовог синдрома итд ВЕП се прумјењује и у дијагностици и праћењу епилепсија, главобоља, нервнокожних болести, неурометаболичких и неуродегенеративних болести.
У току испитивања видних евоцираних потенцијала (ВЕП), врши се стимулација мрежњаче ока треперавом светлошћу или светло-тамним пољима. Поступак се спроводи тако да болесник седи у замраченој и од буке изолованојној просторији и гледа телевизијски екран на коме је приказана анимација шаховске табле. (види слику) Црни и бели квадратићи на табли наизмично светле у одређеним временским размацима, што је видни надражај који у виду електричног импулса путује од ока према мозгу. На болесникову главу су истовремено постављане електроде које прате и региструју те електричне импулсе до доласка у потиљачни мождани режањ, где се ти надражаји свесно препознају. Свако се око испитује засебно. При томе је важно да особа која иначе носи наочаре или сочива испитивање обави са њима.
Успорење провођења електричних импулса, у поређењу са налазом здравих испитаника исте животне старости говори у прилог запаљењским, демијелинизацијским оштећењима видног живца. У мултиплој склерози спровођење импулса је успорено због оштећења мијелинске опне. За дијагнозу МС-а значајна је и појава продужене латенције (одложено одашиљање) нервног импулса.
Истраживања су показала да више од 80% болесника са мултиплом склерозом има успорење провођења које се дијагностикује (ВЕП)-ом. Ова метода даје одличне резултате и у дијагностици оштећења очног живца у нарочито код атипичних облика МС као што је прогресивна парапареза, и друга обољења. Симетрично успорење импулса односно продужена латенција говори и о дегенеративној болести, нпр спиноцеребеларној атрофији.
Соматосензорни (сензомоторни) евоцирани потенцијали - (ССЕП)
ССЕП се примењују неколико година уназад код високонеуроризичне и церебрално парализоване деце и миоклоних епилепсија. ССЕП се користи у дијагностици цереброваскуларних болести, епилепсије, неуродегенеративних болести, у диференцијалној дијагнози мождане смрти и код праћења функционалног интегритета неуроналних структура током оперативних захвата.
Принцип рада је исти као и код других ЕП, само што се уместо светлосним надражајима, код (ССЕМ) стимулише периферни нерв, Нпр. ударањем гуменим чекићем по одређеном делу тела стимулише се одређени нерв, а његов одговор се региструје у пределу соматосензорне коре. Регистровањем евоцираних потенцијала над различитим нивоима кичмене мождине (електроспинографија) може се добити увид у стање сензитивних система од удова до нивоа регистровања.
Аудитивни евоцирани потенцијали - (АБР)
АБР се примењују од 2000. за објективну аудиометријску дијагностику периферних и централних оштећења слуха. АБР се може применити и у дијагностици слушног неуринома, тумора понтоцеребеларног угла, неурометаболичких и неуродегенеративних болести и у диференцијалној дијагнози коме
Код (АЕП) стимулишу се слушни рецептори, а аудитивни потенцијали се региструју се у пределу акустичне коре темпоралног режња.
П300 (когнитивни потенцијали)
Ови потенцијали се добијају током извршења одређених једноставних задатака и могу указати на когнитивно слабљење.
Моторни евоцирани потенцијали (МЕП)
Стимулација моторне коре електричним или магнетним стимулатором и регистровање одговора на периферним нервима омогућава увид у функционално стање пирамидалног пута.